# Heliamphora ceracea
Heliamphora ceracea är en flugtrumpetväxtart som beskrevs av Nerz, Wistuba, Grantsau, Rivadavia, A.Fleischm. och S.Mcpherson. Heliamphora ceracea ingår i släktet Heliamphora och familjen flugtrumpetväxter. Inga underarter finns listade i Catalogue of Life.